# عبد الوهاب المفتي
عبد الوهاب محمد لطيف عبد الحليم المفتي (1928 - 1986) مهندس مدني عراقي، كان رئيساً للمؤسسة العامة للطرق والجسور في وزارة الإسكان، ورئيس الجهد الهندسي للدولة إبان حرب القادسية الثانية بين العراق وإيران، وعين في 5 كانون الثاني سنة 1984 أميناً لبغداد بمرسوم جمهوري، وفي 15 كانون الثاني سنة 1986، منحه الرئيس صدام حسين وسام الرافدين تكريماً له لقيادة الجهد الهندسي لقص القصب ووضع السدود الترابية في جبهات القتال، وذُكر في بيان ذلك التكريم "“تقديراً للجهود المخلصة والجليلة التي أبداها عبد الوهاب محمد لطيف في معاونة القوات المسلحة البطلة وهي تخوض حرباً عادلة دفاعاً عن العراق العظيم وعزته وكرامته ضد العدو الإيراني العنصري واستناداً الى أحكام الفقرة “ز” من المادة الثامنة والخمسين من الدستور والفقرة أولاً من المادة الخامسة من قانون الأوسمة رقم ٩٥ لسنة ١٩٨٢ رسمنا بما هو آت: منح عبد الوهاب محمد لطيف أمين العاصمة وسام الرافدين من الدرجة الثانية من النوع المدني ”"، وكذلك مُنحَ يومئذٍ نوط الشجاعة مع آخرين، وقال لهم الرئيس صدام: "عندما كان يزورنا صديق أو عربي ويقول لي إنه محتاج، لا نستطيع أن نرده ونعطيه ما يريد، إلا قضية واحدة هي منح نوط الشجاعة ووسام الرافدين، فأنا شحيح جداً بهما ولكن أشهد بالله إنكم جميعاً تستحقون نوط الشجاعة"، ومُنح سيفَ القادسية.
عبد الوهاب من أسرة المفتي من عشيرة الجفال، من السادة النعيم، كانوا في محلة الحوش في مدينة عانة، حيث كان أبوه محمد مفتياً هناك، ثم رحل إلى الرمادي حيث صار أبوه مفتياً للواء الدليم، ثم إلى بغداد حيث أصبح محمد عضو مجلس إفتاء العراق، وفي بغداد اشترى محمد المفتي بستاناً وأرضاً زراعية مساحتها 30 دونماً في منطقة الوزيرية.
وُلدَ عبد الوهاب المفتي في مدينة عانة، ودرس فيها الابتدائية، ودرس الإعدادية في مدينة الرمادي، ودرس الهندسة في جامعة بغداد وتخرج سنة 1950، قال محمد فاضل في مقال له: (قضية إعدام أمين العاصمة عبد الوهاب المفتي): "عبدالوهاب المفتي ذو مروءة وخلق كريم جم، يقف لقضاء حوائج الناس، ولا يمر على الأغلب أسبوع إلا وتجد طارقًا لمكتبه يريد معاونةَ المفتي له في تسهيل مهمة". سكنَ عبد الوهاب في مِنطقة الصرافية جنوب قضاء الأعظمية.

## تهمته وإعدامه
قال محمد فاضل في مقاله المذكور آنفًا: إن عبد الوهاب "عند استلامه أمانة بغداد في 5 كانون ثاني 1984 وقعت شركة بريطانية عقداً لربط شبكة مشروع ماء الكرخ مع شبكة ماء الرصافة، ولا تعاقد مع شركة أجنبية إلا بعد موافقة خطية من قسم الشركات في جهاز المخابرات، وقد حصلت هذه الشركة على موافقة رئيسها (تيرن ايرن)، وتعمل معهم مهندسة كان جهاز المخابرات العراقي قد دفعها للعمل في هذه الشركة.
في صبيحة يوم من شهر كانون الثاني 1984 دخل البريطاني ايرن مع المحامي الشماس إلى مكتب عبد الوهاب المفتي، وكان المفتي يتلقى مكالمةً هاتفية من لندن من ابنه يخبره أن الجامعة قد قالت له يدفع عاجلاً تكاليفَ الدراسة سبعة آلاف دولار. بعد أن انتهى من مكالمته استفسر البريطاني مديرُ الشركة عن الأمر فشرح له الحديث الذي دار مع ابنه. فعاد البريطاني ايرن والمحامي الشماس بعد 3 ساعات ليبلغوا المفتي أنهم دفعوا المبلغ للجامعة، فشكرهم المفتي على مساعدتهم له، ودفع المبلغ للبريطاني ايرن وسلَّمه له بحضور المحامي الشماس والمهندسة التي معهم.
في اليوم التالي رفع المفتي مذكرةً للرئيس صدَّام أبلغه بما جرى، فردَّ الرئيس عليه بقوله: "أنت فوق الميول والاتجاهات، ولا داعيَ أن تخبرنا بمثل هذا الأمر، نحن نعرف زلمنا (رجالَنا)، وليش ما اتصلت بي لنكلف ولدنا بالسفارة بلندن للقيام بواجبهم هناك؟". ردَّ المفتي: سيدي وقتك ثمين ولا أريد أن أشغلك بمثل هذه الأمور. عندما انتهى لقاء المفتي كرَّمه الرئيس بمبلغ 50 ألف دولار هدية قائلًا: أنا من أتكفل بدفع النفقات الدراسية كاملة هناك.
بعد ما يقرب سنتين في صبيحة يوم من آذار 1986 كان المفتي بمكتبه في البصرة يشرف على بناء السدود الترابية وتجفيف بعض الأهوار، فدخل ماهر عبد الرشيد وكان قائدَ فيلق في البصرة، إلى مكتب المفتي، وعندما نهض المفتي لاستقباله إذا به يشتم المفتي ويقول له: كيف لآليات الأمانة والجهد الهندسي تحت الشمس والأمطار؟ لكن معروف عن المفتي كبرياؤه وعزَّة نفسه وعصبيته، فردَّ الشتائم على ماهر وعندما حاول أحدُ حماية ماهر تصويبَ سلاحه إلى المفتي قام حمايةُ المفتي نقيب شرطة جاسم العاني بتوجيه مسدَّسه إلى رأس ماهر عبد الرشيد. وانسحب ماهر، واتصل المفتي بمكتب الرئيس دون رد؛ ليتلقَّى المفتي اتصالًا بعد نصف ساعة يطلب منه العودةَ إلى بغداد، ليتم اعتقاله من أمام داره، حيث وجد قوة مدنية تقف بباب داره وتبين أنها فتشت الدار، واستولت على بعض الحقائب والأموال والحلي الذهبية والجواهر، ولم يسمحوا له بدخول الدار.
ثم اعتقلوا زوجته وشخصًا آخرَ من عائلته لتهديده بالاعتراف بموضوع الرِّشوة الكاذبة، وتتبنى المخابرات عمل حساب له في أحد مصارف لندن، أو تزوير تلك الأوراق باعتبارها ثبوتية، فإما أن نهتك عرضك أو تعترف بالرشوة. ليظهر في فيديو معترفًا بقبض الرشوة ويُنفذ فيه حُكم الإعدام. وكان معه معتقلٌ آخرُ هو صديق دراسته في الرمادي المهندس هشام المدفعي الذي تعرَّض للتعذيب، وقال في مذكراته (نحو عراق جديد، سبعون عامًا من البناء والإعمار): "أثناء التحقيق سألوني عن جميع العاملين معي ومنهم عبد الوهاب المفتي ورفعة الجادرجي ومعاذ الآلوسي والمهندسين الآخرين. وبكل أمانة قلت ما أعرف عن هؤلاء الأصدقاء، ولم أذكر أيَّ شيء يسيء لهم من بعيد او قريب. بينت عملهم المتميز واندفاعهم المخلص في أعمالهم، ولم أذكر خلاف ذلك، بسبب أني لا أعرف غيره. أما عبد الوهاب المفتي الذي كان موقوفًا في غرفة أخرى لا أعلم بها، فقد سلَّموني أوراقًا وقلمًا، وكتبت ما أعرف من اندفاع هذا المهندس الدؤوب في عمله أميناً للعاصمة أو غيرها من الوظائف، وبينت لهم إنجازاته في الجهد المدني وطريق غرب دجلة في منطقة الأهوار وأعماله في مؤسسة الطرق والجسور وسواها، لخصت قولي بأن المفتي كان مهندسًا عملاقًا متفانيًا في عمله، يستحق التقدير والثناء، على قدر معرفتي به وبالأعمال التي اشتركنا في إنجازها.
ومن المؤسف أن شهادتي لم تكن ذاتَ فائدة؛ إذ التحقيقُ معه كان في أمور أخرى. قال ثامر العكيلي في مقالة له (تصفية المرحوم عبد المنعم السامرائي الوكيل الأقدم لوزارة النفط): "قضية أخرى تخص تصدير النفط الأسود إلى تركيا، أخبرني المرحوم بها في مكتبه مُفادها أن أمين العاصمة عبد الوهاب المفتي طلب منه عدم الاعتراض على عقد تصدير إلى تركيا بقيمة عشرة ملايين دولار كان ينوي الأمين استخدامها لاستيراد مُعَدَّات ومكائنَ هندسية لمعالجة التربة كثُر استعارتها من أمانة العاصمة من قبل رجال السلطة (التكارته) لاستخدامها في أغراض شخصية! فأراد المسكين شراءَ دفعة جديدة بمبلغ التصدير وتخصيصها لهم؛ لضمان عدم تلكؤ عمل الأمانة. واضطُررت عند سماعي القضية أن أنبه المرحوم على "عقلانية" طلب الأمين وضرورة الموافقة عليه خوفًا من تبعات تسجيل محادثتنا. وسنرى أن الأامين أُعدم مع عبد المنعم كما أخبرنا به في ندوة "الأمن القومي" التي سأذكرها لاحقا.".
وقال كون كوغلن في كتابه (صدَّام: الحياة السرية): "ومنذ السبعينيات اعتبر البعثيون الفسادَ جريمة خطيرة، ولكن خلال سنوات الازدهار في أواخر السبعينيات وأوائل الثمانينيات تم وبصورة عامة التغاضي عن المقاولين العراقيين الذين صنعوا ثرَوات صغيرة لأنفسهم من عمولات العقود الأجنبية الكبيرة، إن التشدد في منتصف الثمانينيات رافقَ صدَّام ليبعث من جديد القانون المضاد للفساد، ونتج عن ذلك أن عبد الوهاب المفتي أُعدم شنقًا بذريعة تلقِّيه رشوة من شركة بريطانية كانت تجهز بغداد بعربات النُّفاية وسيارات الإطفاء".
وقال عبد الوهاب القصاب: "من المعلوم أن مجلس قيادة الثورة السابق قد أصدر قرارًا رفع فيه عقوبة جريمة الرشوة، واعتبر الحصول على عمولة أو رشوة من شركة أجنبية ظرفاً مشدداً يجعل العقوبة تصل إلى الإعدام. وقد نُفذ هذا الحكم تحت الذريعة التي لم تثبت أمام محمكة جزائية (جنائية) علنية، وَفقَ أصول التقاضي المنصوص عليها في قانون أصول المحاكمات الجنائية أو قانون أصول المحاكمات العسكرية ببعض الشخصيات العراقية المهمَّة، ومنهم المرحوم المهندس عبد الوهاب المفتي أمين العاصمة الذي كان يشغل منصبه بكل جدارة.".

## إعدامه
اعتقُل عبد الوهاب بعد تكريمه بستة أشهر، وأُعدم في نهاية عام 1986. وذُكر سبب الحكم أنه "ثبوت خيانته أمانةَ المسؤولية ومستلزماتها الشريفة في المحافظة على أموال الدولة".